# Jordann Perret
Pour les articles homonymes, voir Perret.
Jordann Perret (né le 15 octobre 1994 à Autrans) est un joueur professionnel français de hockey sur glace.

## Carrière

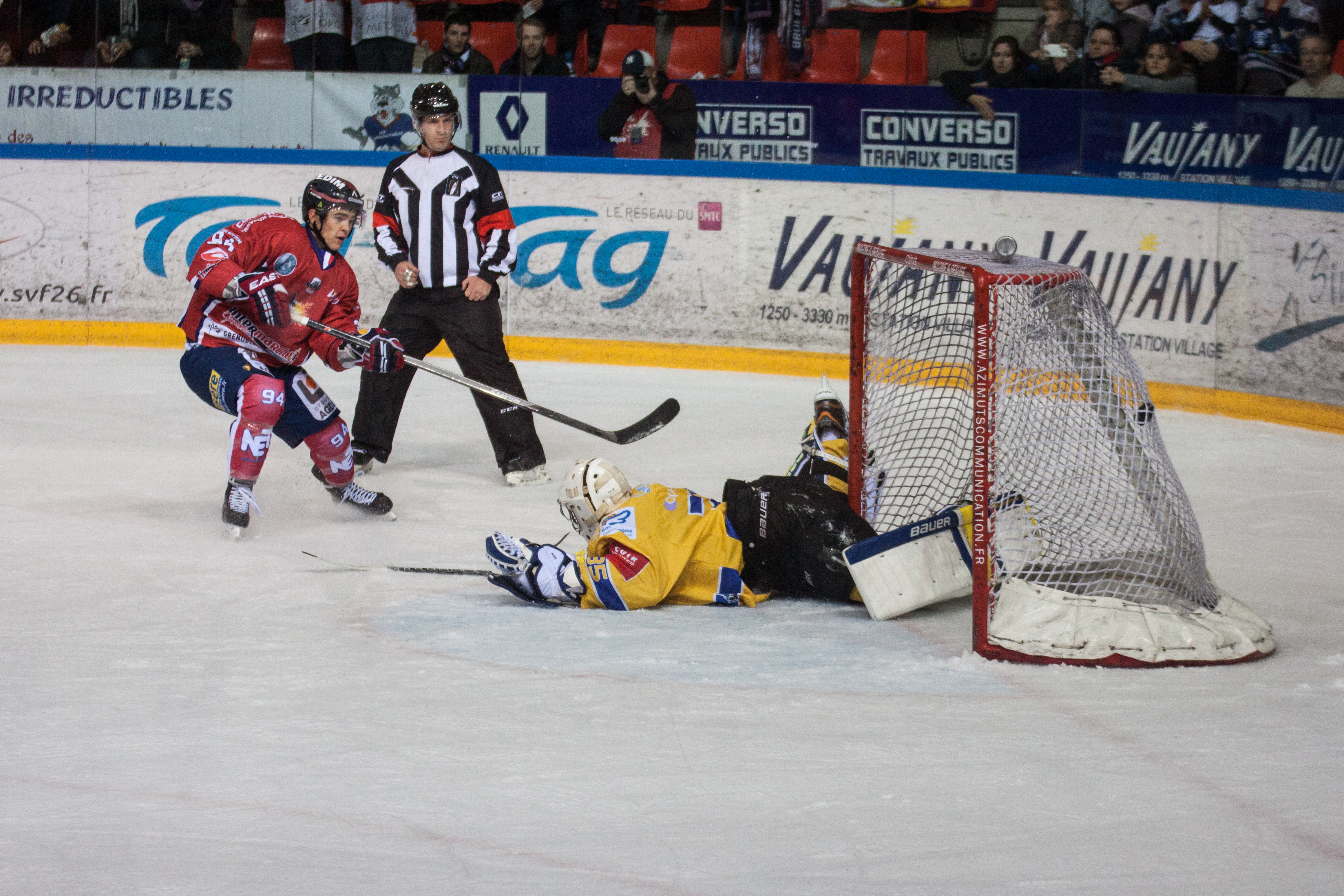
Tire de pénalité marqué par Jordann Perret face à Henri-Corentin Buysse

Jordann Perret, natif du plateau du Vercors, joue ses premières années en mineurs dans le club des Ours de Villard-de-Lans. C'est lors de la saison 2011-2012 qu'il descend dans la vallée pour rejoindre le centre de formation des Brûleurs de loups de Grenoble.
Lors de la saison 2014-2015, il se voit attribuer le trophée Jean-Pierre-Graff de meilleur espoir aux côtés de Fabien Kazarine. Cette même saison il remporte avec Grenoble la finale de la coupe de la ligue face à Rouen.
Il évolue de juillet 2017 à mai 2019 à Pardubice en République tchèque. Depuis, il évolue au Mountfield HK dans la ville voisine de Hradec Králové.